# Jared Khasa
Jared Khasa (Vernon, 4 novembre 1997) è un calciatore francese, attaccante svincolato.

## Caratteristiche tecniche
È un'ala destra.

## Carriera
Cresciuto nel settore giovanile del Le Havre, nel 2016 fa alcune apparizioni con la seconda squadra prima di essere ceduto agli svizzeri del Sion. Dopo alcune presenze con la squadra Under-21, viene ceduto in prestito al Friburgo. Tornato al Sion, il 21 ottobre 2018 debutta in Super League giocando l'incontro pareggiato 0-0 contro il Grasshoppers.

## Statistiche

### Presenze e reti nei club
Statistiche aggiornate al 26 gennaio 2023.
| Stagione        | Squadra         | Campionato      | Campionato | Campionato | Coppe nazionali | Coppe nazionali | Coppe nazionali | Coppe continentali | Coppe continentali | Coppe continentali | Altre coppe | Altre coppe | Altre coppe | Totale | Totale | Totale |
| Stagione        | Squadra         | Comp            | Pres       | Reti       | Comp            | Pres            | Reti            | Comp               | Pres               | Reti               | Comp        | Pres        | Reti        | Pres   | Reti   |        |
| --------------- | --------------- | --------------- | ---------- | ---------- | --------------- | --------------- | --------------- | ------------------ | ------------------ | ------------------ | ----------- | ----------- | ----------- | ------ | ------ | ------ |
| 2014-2015       | Le Havre 2      | CFA2            | 3          | 1          |                 | -               | -               |                    | -                  | -                  |             | -           | -           | 3      | 1      |        |
| 2018-2019       | Sion            | ASL             | 6          | 0          | CS              | 0               | 0               |                    | -                  | -                  |             | -           | -           | 6      | 0      |        |
| 2019-2020       | Sion            | ASL             | 13         | 0          | CS              | 3               | 0               |                    | -                  | -                  |             | -           | -           | 16     | 0      |        |
| 2020-2021       | Sion            | ASL             | 26         | 3          | CS              | 1               | 0               |                    | -                  | -                  |             | -           | -           | 27     | 3      |        |
| Totale Sion     | Totale Sion     | Totale Sion     | 45         | 4          |                 | 4               | 0               |                    | -                  | -                  |             | -           | -           | 49     | 4      |        |
| 2021-2022       | Pau             | L2              | 11         | 0          | CF              | 0               | 0               | -                  | -                  | -                  | -           | -           | -           | 11     | 0      |        |
| 2022-2023       | AEL Limassol    | A               | 15         | 1          | CC              | 1               | 0               | -                  | -                  | -                  | -           | -           | -           | 16     | 1      |        |
| Totale carriera | Totale carriera | Totale carriera | 74         | 5          |                 | 5               | 0               |                    | -                  | -                  |             | -           | -           | 79     | 5      |        |